# Sedes sapientiae (Leuven)

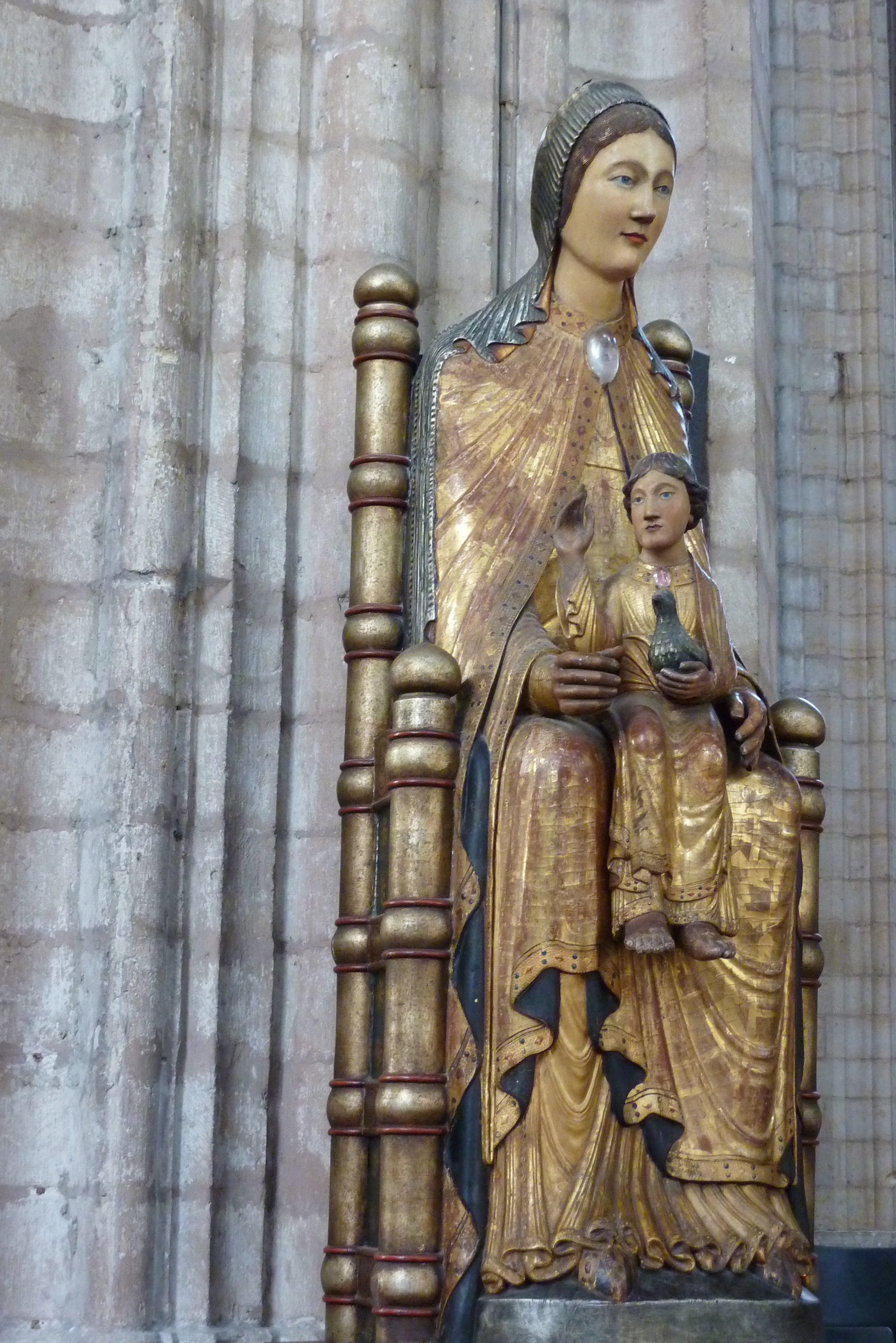
Sedes sapientiae van Leuven

De Sedes sapientiae van Leuven (Sedes sapientiae is Latijn voor zetel van wijsheid, een van de middeleeuwse titels van de Maagd Maria), ook bekend als Onze-Lieve-Vrouw van Leuven, is een middeleeuws houten genadebeeld van de Maagd Maria. De Brusselse beeldhouwer Nicolaas de Bruyn vervaardigde het beeld in 1442 door een in de 13de eeuw gemaakt beeld te kopiëren en te vergroten. Roelof van Velp zorgde voor het polychromeren. Het beeld bevindt zich in de Collegiale Sint-Pieterskerk van Leuven.
Het beeld is het symbool van de Katholieke Universiteit Leuven en de Université catholique de Louvain, in welker zegel een Maria gezeten op een troon der wijsheid wordt afgebeeld.

## Verering van het beeld
De verering van de Sedes Sapientiae blijkt onder ander uit het feit dat de magistratuur van Leuven regelmatig tussenkwam in de kosten om de mantel uit gouddraad te vernieuwen. Van ver kwam men om haar te vereren. Daaronder waren hooggeplaatste figuren als Filips de Goede, Karel de Stoute, Margareta van York en Isabella van Portugal.

## Vernieling
Het beeld werd vernietigd bij de bombardementen in 1944 gedurende de Tweede Wereldoorlog. De instorting van het marmeren altaar, leidde ertoe dat ook het beeld naar beneden viel. Pas een jaar later begon men aan de opruim van de kerk. Men vond verschillende grote stukken van de Sedes Sapientiae terug en kon zo alles weer aan elkaar lijmen. Slechts drie vingers van Kindje Jezus, een klein stukje van de mantel en hier en daar enkele stukjes moesten worden aangevuld. De enige verandering aan het beeld, bestond uit het wegnemen van een haarkrul aan de slapen van het kind en het vervangen van de Gotische consolen aan de stijlen van de zetel door bolvormige uiteinden. Een replica van het oorspronkelijke beeld staat nog steeds in de kerk.